# Roberto Cavalli
Roberto Cavalli (pronunție în italiană [roˈbɛrto kaˈvalli]; n. 15 noiembrie 1940, Florența, Regatul Italiei – d. 12 aprilie 2024, Florența, Italia) a fost un creator de modă și inventator italian. A rămas cunoscut pentru imprimeurile exotice și pentru crearea aspectului prespălat pentru blugi. Casa de modă Roberto Cavalli vinde îmbrăcăminte de lux, parfumuri și accesorii din piele.

## Biografie
Cavalli s-a născut în Florența, Regatul Italiei. Bunicul său, Giuseppe Rossi, artist și membru al Mișcării Macchiaioli, a realizat lucrări care au fost expuse în Galeria Uffizi. Tatăl său a fost ucis în 1944 în represalii naziste împotriva civililor, când avea patru ani. Cavalli s-a înscris la institutul de artă local, concentrându-se pe imprimeul textil. Pe când era încă student, a realizat o serie de imprimeuri florale pe tricot care au atras atenția marilor producători italieni de ciorapi.

## Carieră
La începutul anilor 1970, el a inventat și brevetat un proces de imprimare pe piele și a început să creeze mozaicuri din diferite materiale. El a lansat aceste tehnici la Paris, câștigând imediat comisionări de la Hermès și Pierre Cardin. La 32 de ani, și-a prezentat prima colecție omonimă la Salonul pentru Prêt-à-Porter din Paris. A adus această colecție și pe podiumurile de la Sala Bianca de la Palazzo Pitti din Florența, iar mai târziu la colecția sa Milano a prezentat blugi din denim imprimat, piele intarsia, brocart și imprimeuri cu animale sălbatice. În 1972, a deschis primul său butic în Saint-Tropez.
La Milano, în 1994, Cavalli a prezentat primii blugi cu aspect prespălat. Până în decembrie același an, el a deschis buticuri în Saint Barth, în Caraibele franceze, urmate de altele în Veneția și Saint-Tropez. Pe lângă linia sa principală, care este vândută în peste 50 de țări din întreaga lume, Cavalli a realizat designul la RC Menswear, precum și linia pentru tineret Just Cavalli, lansată în 2000, ce astăzi cuprinde îmbrăcăminte și accesorii pentru bărbați și femei, ceasuri, bijuterii, parfumuri, ochelari, articole de îmbrăcăminte și ținute de plajă. Există, de asemenea, Colecția pentru copii Angels & Devils, linia Class, pantofi și două colecții de lenjerie intimă. În 2002, Cavalli și-a deschis primul magazin cafenea în Florența, renovându-l cu simbolurile sale printre care, imprimeurile sale de animale. La scurt timp, la Milano, s-a deschis cafeneaua Just Cavalli din Torre Branca, precum și un alt butic pe Via della Spiga.
În iulie 2011, colecția companiei sale a fost prezentată pe podiumul defilării de modă The Brandery din Barcelona.
La 18 iunie 2013, i s-a acordat o diplomă de onoare de master în managementul modei de la Domus Academy din Milano. În cadrul acestei ceremonii a susținut o lectio magistralis.

## Viața personală
În 1964, Cavalli s-a căsătorit cu Silvanella Giannoni, cu care a avut doi copii, înainte de divorțul lor în 1974.
În 1977, în timp ce era jurat la concursul Miss Univers, a cunoscut-o pe concurenta Eva Düringer, cu care s-a căsătorit în 1980. Împreună, au avut trei copii, iar Eva Düringer a devenit partenera lui de afaceri. Au lucrat împreună până la vânzarea afacerii. Au divorțat în 2010.
În 2023, Cavalli a anunțat nașterea celui de-al șaselea copil, alături de partenera lui, modelul și actrița suedeză Sandra Nilsson.
Cavalli a murit la domiciliul său din Florența, Italia, pe 12 aprilie 2024, la vârsta de 83 de ani, în urma unei lungi perioade de boală.

## Brand
Din ianuarie 2014, Cavalli a revenit în rolul de director de creație pentru bărbați în locul fiului său, Daniele Cavalli, începând cu colecția de toamnă 2014, numindu-l drept mâna sa pe Martyn Bal. De asemenea, pe 24 ianuarie 2014, Gianluca Brozzetti (CEO) și Carlo Di Biagio (COO) au anunțat că părăsesc brandul de modă.
În mai 2014, Cavalli a abordat Investcorp, o firmă de investiții din Golful Persic, în calitate de potențial cumpărător al unei participații la brandul său de modă.
Fostul consultant creativ de la Acne Studios, Paul Surridge, l-a succedat lui Peter Dundas ca director de creație pentru brand din mai 2017.
În 2019, Hussain Sajwani de la DAMAC Properties a finalizat achiziția grupului italian de modă Roberto Cavalli.